# Lijst van Belgische ministers van Grootstedenbeleid
Dit is een lijst van Belgische ministers en staatssecretarissen van het Grootstedenbeleid.

## Lijst
| Nr.                                            | Minister/Staatssecretaris | Minister/Staatssecretaris   | Partij | Partij       | Begin            | Einde             | Regering(en)            | Titel en Bevoegdheid               |
| ---------------------------------------------- | ------------------------- | --------------------------- | ------ | ------------ | ---------------- | ----------------- | ----------------------- | ---------------------------------- |
| 1                                              |                           | Charles Picqué (1948)       |        | PS           | 8 april 2000     | 12 juli 2003      | Verhofstadt I           | Minister van Grootstedenbeleid     |
| 2                                              |                           | Marie Arena (1966)          |        | PS           | 12 juli 2003     | 18 juli 2004      | Verhofstadt II          | Minister van Grootstedenbeleid     |
| 3                                              |                           | Christian Dupont (1947)     |        | PS           | 18 juli 2004     | 21 december 2007  | Verhofstadt II          | Minister van Grootstedenbeleid     |
| niet ingevuld (21 december 2007-20 maart 2008) |                           |                             |        |              |                  |                   |                         |                                    |
| (2)                                            |                           | Marie Arena (1966)          |        | PS           | 20 maart 2008    | 17 juli 2009      | Leterme I, Van Rompuy   | Minister van Grote Steden          |
| 4                                              |                           | Michel Daerden (1949-2012)  |        | PS           | 17 juli 2009     | 5 december 2011   | Van Rompuy, Leterme II  | Minister van Grote Steden          |
| 5                                              |                           | Paul Magnette (1971)        |        | PS           | 5 december 2011  | 17 januari 2013   | Di Rupo                 | Minister van Grote Steden          |
| 6                                              |                           | Jean-Pascal Labille (1961)  |        | PS           | 17 januari 2013  | 11 oktober 2014   | Di Rupo                 | Minister van Grote Steden          |
| 7                                              |                           | Jan Jambon (1960)           |        | N-VA         | 11 oktober 2014  | 27 mei 2015       | Michel I                | Minister van Grote Steden          |
| 8                                              |                           | Elke Sleurs (1968)          |        | N-VA         | 27 mei 2015      | 24 februari 2017  | Michel I                | Staatssecretaris voor Grote Steden |
| 9                                              |                           | Zuhal Demir (1980)          |        | N-VA         | 24 februari 2017 | 9 december 2018   | Michel I                | Staatssecretaris voor Grote Steden |
| 10                                             |                           | Denis Ducarme (1973)        |        | MR           | 9 december 2018  | 1 oktober 2020    | Michel II, Wilmès I, II | Minister van Grote Steden          |
| 11                                             |                           | Meryame Kitir (1980)        |        | sp.a/Vooruit | 1 oktober 2020   | 17 december 2022  | De Croo                 | Minister van Grootstedenbeleid     |
| [ 2 ]                                          |                           | Frank Vandenbroucke (1955)  |        | Vooruit      | 20 oktober 2022  | 17 december 2022  | De Croo                 | Minister van Grootstedenbeleid     |
| 12                                             |                           | Caroline Gennez (1975)      |        | Vooruit      | 17 december 2022 | 30 september 2024 | De Croo                 | Minister van Grootstedenbeleid     |
| 13                                             |                           | Frank Vandenbroucke (1955)  |        | Vooruit      | 1 oktober 2024   | 3 februari 2025   | De Croo                 | Minister van Grootstedenbeleid     |
| 14                                             |                           | Anneleen Van Bossuyt (1980) |        | N-VA         | 3 februari 2025  | heden             | De Wever                | Minister van Grootstedenbeleid     |